# Ernst Thälmann
Ernst Thälmann (Hamburg, 1886. április 16.– KZ Buchenwald, 1944. augusztus 18.) a német és a nemzetközi munkásmozgalom kimagasló vezetője, a Németország Kommunista Pártja (KPD) főtitkára a Weimari Köztársaság idején.

## Élete
Mint kikötőmunkás kapcsolódott be a szakszervezeti mozgalomba, 1918-ban a Németország Független Szociáldemokrata Pártja (USPD) tagja lett. Az első világháború alatt a fronton végzett forradalmi munkát. 1920-ban belépett a kommunista pártba, 1921-ben részt vett a Kommunista Internacionálé 3. kongresszusán, 1923-ban vezette a hamburgi munkásfelkelést, majd az 1924-ben alakult Vörös Frontharcos Szövetségnek (RFB) vezetője, 1925-ben a párt Központi Bizottságának elnöke lett. 1924-től a birodalmi gyűlés képviselője, 1925-ben és 1932-ben a kommunista párt jelöltje a birodalmi elnökválasztásokon. 1924-től a Kommunista Internacionálé Végrehajtó Bizottságának póttagja, 1928-tól rendes tagja volt. A nemzetiszocializmus uralomra jutása után 1933. március 3-án letartóztatták, börtönben, majd koncentrációs táborban tartották. 1944. augusztus 18-án a buchenwaldi koncentrációs táborban Hitler utasítására agyonlőtték.

## Magyarul
- Willi Bredel: Ernst Thälmann. Politikai életrajz. Walter Ulbricht 1949. augusztus 18-án tartott emlékbeszédével; Wilhelm Pieck; Állami Irodalmi és Művészeti Kiadó, Bukarest, 1953
- Ernst Thälmann, a német forradalmi tömegpárt szervezője / Hermann Matern: Ernst Thälmann szerepe a munkásosztály forradalmi tömegpártjának megteremtésében / Ernst Thälmann: Válasz egy bautzeni fogolytársam leveleire, 1944 jan.; ford. Nánási György; Szikra, Bp., 1953